# Muntanyes Baird
Les muntanyes Baird (en anglès Baird Mountains) són una serralada d'Alaska, als Estats Units. Estan situades al nord-est del Kotzebue Sound, entre els rius Kobuk i Noatak. Va rebre el nom en record al secretari de la Smithsonian Institution, Spencer F. Baird. El cim més alt és el Mont Angayukaqsraq, que s'alça fins als 1.433 msnm.
Els esquimals Kuuvanmiit, una branca dels esquimals Iñupiat, han viscut durant milers d'anys als cinc pobles del riu Kobuk, a la regió de les muntanyes Baird. Són caçadors-recol·lectors i es troben entre les poques persones que segueixen vivint amb aquest estil de vida a Amèrica del Nord. Les muntanyes de Jade, una part de les muntanyes Baird, han estat històricament una font important de minerals per al poble Iñupiaq. Abans del contacte, el jade era un dels materials més forts disponibles i es va utilitzar en la fabricació d'estris com ara eines, armes, ganivets i perles.
La vegetació és sorprenentment variada, tenint en compte que es tracta d'una zona just per sobre del cercle polar àrtic, amb més de 360 espècies de plantes endèmiques.